# Joël Sadeler
Pour les articles homonymes, voir Sadeler.
 (mai 2024).
Si vous disposez d'ouvrages ou d'articles de référence ou si vous connaissez des sites web de qualité traitant du thème abordé ici, merci de compléter l'article en donnant les références utiles à sa vérifiabilité et en les liant à la section « Notes et références ».
 Joël Sadeler, né le 12 septembre 1938 au Mans et mort le 13 septembre 2000 à Ballon, est un poète français.

## Biographie
Né de parents enseignants, Joël Sadeler sera lui-même professeur dans un collège sarthois. Animateur en poésie, il publie de nombreux recueils à partir de 1967, dont quelques-uns destinés à un jeune public.
Certains de ses textes ont été mis en musique par Edgar Cosma, Luce Dauthier, Serge Kerval, Marc Pinget ou encore Max Rongier, et ses poèmes ont été publiés dans de nombreuses revues et anthologies.
Ses recueils ont été illustrés par Jacqueline Duhême, Claire Nadaud, Bruno Heitz, ou encore Roger Blaquière.
Il a obtenu en 1997 le Prix de Poésie Jeunesse du Ministère de la Jeunesse et des Sports pour son recueil L'Enfant partagé.
Il a été membre du conseil municipal de Ballon de 1965 à 1971 puis de 1977 à 2000 et adjoint au maire de 1977 à 1995.
Il meurt en septembre 2000.
Le Prix Joël Sadeler est créé en son hommage en 2001, qui récompense chaque année un recueil de poésie destiné à la jeunesse.

## Œuvres

### Poésie
- Graffiti, 1967.
- Pièces détachées, 1974.
- L'humour-gaz, 1976.
- Sautes d'humour Sautes d'humeur Sautes d'amour, 1980.
- Enfantaisies, 1983.
- Poèmes à la vanille bleue, 1983.
- Le passé intérieur, 1985.
- Poèmes pour ma dent creuse, 1986.
- Croquis et croque-vie, 1988.
- A mots raccourcis, 1988.
- Dans ma botte à lettres, 1989.
- Ménagerimes, 1991.
- Le bocage et les saisons, 1992.
- Vingt-neuf fois sur le métier, 1992.
- Poèmes poivre et ciel, 1993.
- Croque-poèmes, 1994.
- La cabane à poèmes, 1994.
- Le nœud coulant, 1995.
- Mille pattes et trente et un poèmes, 1995.
- En chemin le poème, 1997.
- Le chat de 20h32 et quelques poèmes, 1997.
- L'Enfant partagé, 1997.
- Poèmes à battre la semelle, 1998.
- Sucreries et jongleries, 1999.
- Le cancre du cancer, 2000.
- Les animaux font leur cirque, 2000.
- Trente-six chants d'arbres, 2000.
- Dis, c'est grand comment la vie ?, 2011.

### Albums et contes
- Au bout du conte, 2 volumes, 1992.
- Le voyage du chariot à mots, 1995.
- Alphabêti Alphabêta, 2001.

### Anthologies
- À travers Prévert, collection Textes pour aujourd'hui, Larousse, 1976.
- L'humour en branches, collection Textes pour aujourd'hui, Larousse, 1979.
- L'école des poètes, collection Fleurs d'encre, Hachette, Livres de poche jeunesse, 1990.

## Album - CD
- Ménagerimes : de A comme araignée à Z comme zébu..., 26 poèmes de Joël Sadeler ; chantés par Jacques Haurogné ; mis en musique par Thibault Maillé ; piano Ezequiel Spucches ; illustrations de Martin Jarrie, Didier Jeunesse, 2009 — album accompagné d'un CD

## Prix Joël Sadeler
Un an après son décès, en 2001, est créé le Prix Joël Sadeler, en son hommage. Le prix récompense un recueil de poésie jeunesse.
Parmi ses lauréats, figurent François David (2003 et 2013), David Dumortier (2007), Thierry Cazals (2012), Thomas Vinau (2016), Alain Boudet (2019) et Carl Norac (2020).